# آخا
آخا (به یونانی: Αχαΐα، به انگلیسی:Achaea)که گاهی آخائیا نیز نامیده می‌شود، یکی از شهرستان‌های یونان واقع در استان یونان غربی است. شهرستان آخا از نظر جغرافیایی در شمال غرب شبه جزیره پلوپونز واقع شده‌است.
مرکز این شهرستان پاتراس می‌باشد که جمعیت آن در سال ۲۰۰۱ میلادی از مرز ۳۰۰٬۰۰۰ نفر گذشت.